# Tanjung Menang (Prabumulih Selatan)
Tanjung Menang is een bestuurslaag in het regentschap Prabumulih van de provincie Zuid-Sumatra, Indonesië. Tanjung Menang telt 1493 inwoners (volkstelling 2010).